# Hermonassa olivascens
Hermonassa olivascens là một loài bướm đêm trong họ Noctuidae.